# Daruma

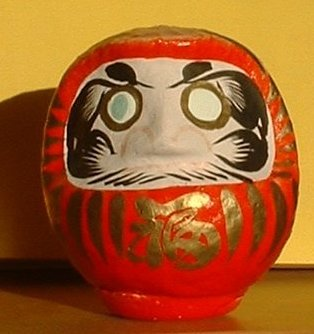
Una bambola daruma

Le bambole daruma (達磨?, daruma), dette anche bambole dharma, sono figurine votive giapponesi senza gambe né braccia, che rappresentano Bodhidharma (Daruma in giapponese; da pronunciarsi pressappoco dàruma, anche se in italiano viene spesso erroneamente pronunciato darùma), il fondatore e primo patriarca dello Zen. I colori più comuni sono: rosso (il più frequente), giallo, verde e bianco. La bambola ha un volto stilizzato da uomo con barba e baffi, ma gli occhi sono due cerchi di colore bianco. Usando un inchiostro nero, bisogna disegnare un solo occhio (a rappresentanza di un obiettivo che si vuole raggiungere); quando l'obiettivo viene realizzato, verrà disegnato anche il secondo occhio.  Se però in un anno l'obiettivo non viene raggiunto allora il povero daruma dovrà essere bruciato.

## Caratteristiche
A causa del loro basso centro di massa, alcuni modelli di bambola daruma si raddrizzano da sole dopo essere state spinte da un lato. Per tale motivo sono diventate un simbolo di ottimismo, costanza e forte determinazione. Queste bambole derivano da un modello più antico di bambola che si raddrizza da sola, nota come il  "piccolo monaco rotondetto" o "piccolo monaco sempre-in-piedi" (Okiagari-koboshi). Una filastrocca per bambini del XVII secolo descrive le bambole daruma dell'epoca in modo assai simile alle loro raffigurazioni moderne:
Hi ni! fu ni!
Fundan Daruma ga
Akai zukin kaburi sunmaita!
Una volta! Due volte!
Sempre il Daruma di rosso vestito
Incurante torna seduto!

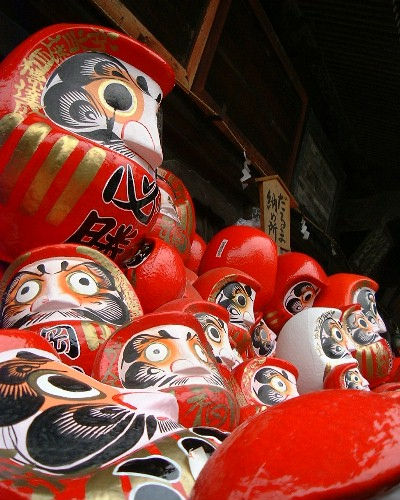
Bambole daruma nel tempio Daruma-ji, Takasaki, Giappone

Alcune bambole recano delle scritte sulle guance che descrivono il desiderio che il proprietario ha espresso, p.e. una richiesta di protezione per i propri cari. Il cognome del proprietario può essere scritto sul mento. Fino a che il desiderio non viene esaudito, la bambola viene esposta in un punto sollevato della casa, di solito vicino ad altri oggetti importanti come il Butsudan (un altare domestico buddista). È normale possedere una singola daruma per volta.
Le bambole Daruma di solito vengono acquistate all'interno o nelle vicinanze dei templi buddisti giapponesi, e hanno dimensioni variabili tra i 5 ai 60 cm d'altezza. Se la bambola daruma è stata comprata all'interno del tempio, il proprietario può riportarla perché venga bruciata. Le bambole comprate presso un tempio spesso sono marchiate e la maggior parte dei templi rifiutano di bruciare bambole che non hanno il loro marchio. Le bambole di solito vengono bruciate alla fine dell'anno. È un rituale di purificazione per far sì che il kami sappia che la persona che ha espresso il desiderio non ha desistito, ma è su un'altra via per realizzarlo.

## Controversie moderne

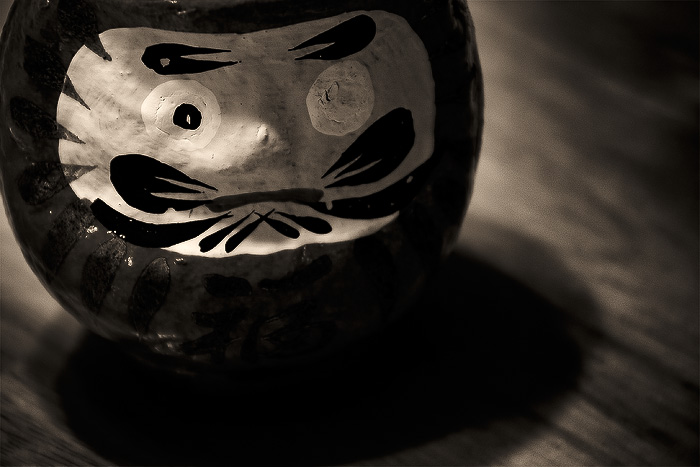
Una bambola Daruma con un occhio disegnato per esprimere un desiderio

Alla fine degli anni novanta, alcuni gruppi di attivisti dei diritti umani contestarono la tradizione di disegnare le daruma prive di occhi (e le pratiche associate a queste bambole) perché discriminanti nei confronti della cecità. Sebbene la questione sollevata da queste organizzazioni sia ancora discussa, la protesta ha avuto dei risultati significativi: al termine delle elezioni politiche in Giappone era comune l'abitudine da parte dei vincitori di disegnare un occhio su una daruma, ma la pratica è caduta in disuso o non viene più mostrata dai media.

## Gestione del tempo
La bambola daruma (o una sua rappresentazione a stampa) è stata utilizzata da diversi sistemi di gestione del tempo (Time Management) per simboleggiare un obiettivo importante non ancora raggiunto. Quando viene intrapreso un nuovo progetto viene colorata una pupilla della bambola, e il simbolo della daruma diventa un reminder dell'obiettivo da raggiungere. Quando il progetto viene completato, viene disegnato il secondo occhio.